# Nova (périodique)
Pour les articles homonymes, voir Nova (homonymie).
Nova est une revue française petit format de bande dessinée pour la jeunesse publiée par les Éditions Lug de février 1978 à décembre 1996 sur 227 numéros.
La revue a démarré au format hybride de 14 x 22 cm en publiant les aventures des Quatre Fantastiques, Nova et de Spider-Man : trois comics de Marvel. En 1983, la pagination augmente pour accueillir un second épisode des FF (la série étant en retard sur les autres).
Au no 193, la revue « grandit » et passe au format 17,5 x 26 cm. Quand Marvel Comics décide en 1996 de ne pas renouveler sa licence avec Semic (qui a racheté Lug en 1989), l'éditeur tente de remplacer les séries Marvel par du matériel Wildstorm, mais cela ne dure pas et la revue s'arrête.
Les couvertures ont été réalisées pour l'essentiel par Jean Frisano et son fils Thomas Frisano. Celles des numéros 1 et 3 sont peintes, les autres sont dessinées à l'encre de Chine.

## Séries présentées
Au fil des ans, différentes séries se sont succédé au sommaire du magazine.
- Marvel :
  - Peter Parker alias l'Araignée (seul présent du début à la fin)
  - Nova (n°1 à 26)
  - Les 4 Fantastiques (n°26 à 227)
  - Surfer d'argent (n°1 à 33 puis 119 à 227)
  - Spider-Woman (n°34 à 79)
  - Iron Man (n°89 à 118)
  - Miss Hulk (She-Hulk) (n°152 à 192)

- Image (n°228 à 233) :
  - WildC.A.T.s
  - Stormwatch
  - Backlash
  - Grifter